# Adick Koot
Adick Koot est un footballeur néerlandais né le 16 août 1963 à Eindhoven. Il évoluait au poste de défenseur.

## Biographie
Né à Eindhoven, Adick rejoint le PSV en 1983. Il joue qu'un seul match en professionnel lors de ses deux premières saisons, mais finalement, il aura joué, toutes compétitions confondues, plus de 150 matchs avec le club néerlandais. Il a été remplaçant lors de la finale de Coupe des Clubs Champions, remportée en 1988 aux tirs au but contre le Benfica Lisbonne.
En 1991, il rallie la France et l'AS Cannes, qualifié pour la première fois en Coupe de l'UEFA, mais cette première saison française est un calvaire, le club est relégué en deuxième division en fin de saison, malgré la présence dans l'effectif d'un certain Zinedine Zidane. Mais le club remonte l'année suivante et Adick reste finalement au club jusqu'à la fin de la saison 1997-1998, qui le voit devenir entraîneur-joueur. Il ne peut cependant pas sauver le club cannois d'une nouvelle relégation, malgré un bilan personnel de 21 matchs joués et un but marqué.
Il s'engage alors avec le LOSC, en Division 2, marque notamment lors du derby contre l'entente sportive de Wasquehal, ratant la montée à la différence de buts. Il arrête sa carrière professionnelle à l'issue de cette ultime saison pour devenir agent de joueurs. 
Avec l'équipe des Pays-Bas, il a joué la Coupe du monde de football des moins de 20 ans en 1983 (échouant en 1/4 de finale), avant d'être sélectionné à trois reprises en Équipe A, débutant notamment le 23 mars 1988 lors d'un match amical contre l'Angleterre (2-2).

## Carrière
- 1982-1991 : PSV Eindhoven  Pays-Bas
- 1991-1998 : AS Cannes  France
- 1998-1999 : Lille OSC  France[1]

## Palmarès

### Avec lePSV Eindhoven
- Vainqueur de la Coupe d'Europe des Clubs Champions en 1988 (remplaçant lors de la finale)
- Champion des Pays-Bas en 1986, 1987, 1988, 1989 et 1991
- Coupe des Pays-Bas en 1988, 1989 et 1990

### EnÉquipe des Pays-Bas
- 3 sélections et 0 but entre 1988 et 1989